# Шлеф (вілаєт)
Шлеф (Шеліф, Еш-Шеліф, араб. ولاية الشلف) — вілаєт Алжиру. Адміністративний центр — м. Шлеф. Площа — 4 791 км². Населення — 1 013 718 осіб (2008).

## Географічне положення
Вілаєт розташований на узбережжі Середземного моря в Атлаських горах. Свою назву провінція та її адміністративний центр отримали від річки Шеліф. На сході межує з вілаєтами Тіпаза та Айн-Дефля, на півдні — з вілаєтами Релізан та Ель-Уед, на заході — з вілаєтом Мостаганем.

## Адміністративний поділ
Поділяється на 13 округів та 35 муніципалітетів.
| Алжир | Це незавершена стаття з географії Алжиру. Ви можете допомогти проєкту, виправивши або дописавши її. |